# Угонох, Изуагбе
Изуагбе Угонох (англ. Izuagbe Ugonoh; род. 2 ноября 1986, Щецин, Польша) — польский боксёр-профессионал и кикбоксер нигерийского происхождения, выступающий в тяжёлой весовой категории, а также киноактёр. Чемпион мира (2009) и чемпион Европы (2010) по кикбоксингу по версии К-1 в первом тяжёлом весе. В профессиональном боксе обладатель титулов чемпиона Африки по версии WBO (2015—2017), чемпиона Средиземноморских стран по версии IBF (2016—2017) и временного чемпиона Океании по версии WBA (2015) в тяжёлом весе.

## Биография
Изуагбе родился в семье нигерийских родителей в польском городе Щецин. Он тренировался кикбоксинг в Гданьском клубе ГКСК. Из-за своей схожести по внешнему виду и стилю боя он иногда называется в польских СМИ лохматым Реми Боньяски.  Его  также  вдохновлял Гекхан Саки.
Окончил Енджей Снядецкий Университетская школа физического образования и спорта в Гданьске.

## Кикбоксинг
В 2009 году в австрийском городе Филлах, он выиграл золотую медаль чемпионата мира по кикбоксингу по правилам К-1 до 91 кг, победив Владимира Минеева.
В 2010 году он стал чемпионом Европы в той же формуле в Баку, победив Замига Атакишаева в финале.

## Профессиональная карьера
Профессиональную боксёрскую карьеру Изуагбе начал 16 октября 2010 года, победив нокаутом в 1-м же раунде литовского боксёра Игоря Папуния.

### Бой с Домиником Бризилом
25 февраля 2017 года у бывшего претендента на титул чемпиона мира по версии IBF американца Доминика Бризила должен был состояться бой с бывшим претендентом на титул чемпиона мира по версии WBC поляком Артуром Шпилькой (20-2, 15KO), однако чуть больше чем за месяц до боя последнего заменили на другого польского бойца нигерийского происхождения проспекта-нокаутёра Изуагбе Угоноха (17-0, 14KO).
Угонох очень хорошо начал бой, уверенно выиграв два первых раунда, однако вначале третьего он стал действовать крайне агрессивно и нарвался на контрудар Бризила, который отправил его в нокдаун. Угонох смог пережить еще несколько тяжелых моментов в этом раунде, а в его концовке даже сам потряс Бризила. В четвертом раунде Угонох полностью доминировал в ринге и отправил Бризила в нокдаун, однако тот смог выстоять, а уже в пятом раунде сам отправил Угоноха на помост ринга дважды — после второго падения Угоноха в этом раунде (и третьего за бой) рефери остановил поединок, зафиксировав победу Доминика Бризила нокаутом.

### Бой с Лукашем Розанским
6 июля 2019 года досрочно проиграл нокаутом в 4-м раунде опытному небитому соотечественнику Лукашу Розанскому (10-0, 9 KO) и не смог завоевать вакантный титул чемпиона Польши в тяжёлом весе.

## Статистика профессиональных боёв
В таблице перечислены результаты всех поединков боксёров.
В каждой строке указан результат поединка. Дополнительно номер поединка обозначен цветом, который обозначает итог поединка. Расшифровка обозначений и цветов представлена в нижеследующей таблице.
| Пример | Расшифровка                     |
| ------ | ------------------------------- |
|        | Победа                          |
|        | Ничья                           |
|        | Поражение                       |
|        | Планируемый поединок            |
|        | Поединок признан несостоявшимся |
| КО     | Нокаут                          |
| ТКО    | Технический нокаут              |
| PTS    | Решение судей (по очкам)        |
| UD     | Единогласное решение судей      |
| MD     | Решение большинства судей       |
| SD     | Раздельное решение судей        |
| RTD    | Отказ от продолжения боя        |
| DQ     | Дисквалификация                 |
| NC     | Поединок признан несостоявшимся |

| 20 поединков, 18 побед (15 нокаутом), 2 поражения | 20 поединков, 18 побед (15 нокаутом), 2 поражения | 20 поединков, 18 побед (15 нокаутом), 2 поражения | 20 поединков, 18 побед (15 нокаутом), 2 поражения | 20 поединков, 18 побед (15 нокаутом), 2 поражения | 20 поединков, 18 побед (15 нокаутом), 2 поражения | 20 поединков, 18 побед (15 нокаутом), 2 поражения                                       | 20 поединков, 18 побед (15 нокаутом), 2 поражения |
| Бой                                               | Рекорд                                            | Дата боя                                          | Соперник                                          | Место проведения боя                              | Раундов, время                                    | Дополнительно                                                                           |                                                   |
| ------------------------------------------------- | ------------------------------------------------- | ------------------------------------------------- | ------------------------------------------------- | ------------------------------------------------- | ------------------------------------------------- | --------------------------------------------------------------------------------------- | ------------------------------------------------- |
| 20                                                | 18-2                                              | 6 июля 2019                                       | Лукаш Ружаньский (10-0)                           | Stadion Miejski, Жешув, Польша                    | KO 4 (10), 2:16                                   | Бой за вакантный титул чемпиона Польши в тяжёлом весе.                                  |                                                   |
| 19                                                | 18-1                                              | 25 мая 2018                                       | Фред Касси (18-7-1)                               | Stadion Narodowy, Варшава, Польша                 | TKO 3 (10), 0:09                                  |                                                                                         |                                                   |
| 18                                                | 17-1                                              | 25 февраля 2017                                   | Доминик Бризил (17-1)                             | Бирмингем, Алабама, США                           | КО 5 (10), 0:50                                   |                                                                                         |                                                   |
| 17                                                | 17-0                                              | 1 октября 2016                                    | Грегори Тони (21-6)                               | Манукау, Новая Зеландия                           | TKO 2 (10)                                        | Завоевал вакантный титул чемпиона Средиземноморских стран по версии IBF в тяжёлом весе. |                                                   |
| 16                                                | 16-0                                              | 21 июля 2016                                      | Рикардо Умберто Рамирес (13-1)                    | Крайстчерч, Новая Зеландия                        | TKO 4 (10), 1:47                                  | Защитил титул чемпиона Африки по версии WBO Africa (2-я защита Угоноха) в тяжёлом весе. |                                                   |

## Спортивные достижения

### Профессиональные региональные
- 2015  Временный Чемпион Океании по версии WBA.
- 2015—2017  Чемпион Африки по версии WBO.
- 2016—2017  Чемпион Средиземноморских стран по версии IBF.

## Фильмография
- 2009 — Афоня и пчёлы[пол.] — Мавр.
- 2013 — Дорожный патруль[англ.] — Негр в борделе избитый полицейским-расистом.